# 278 Paulina
A 278 Paulina a Naprendszer kisbolygóövében található aszteroida. Johann Palisa fedezte fel 1888. május 16-án.